# تك سيفي (باقران)
تك سيفي (بالإنجليزية: Tak-e Sifi)‏ هي مستوطنة تقع في إيران في قسم باقران الريفي.